# Revolta da Batata
Revolta da Batata é o nome pelo qual ficou conhecida uma explosão de descontentamento social que eclodiu em Lisboa e no Porto, com reverberação em diversas outras cidades portuguesa, entre 19 e 21 de maio de 1917, em protesto contra a fome e o aumento do custo de vida. Populares pilharam mercearias e armazéns e foi declarado o estado de sítio em Lisboa e Porto. Dos confrontos com as forças da autoridade que se seguiram resultaram pelo menos quarenta mortos.